# Klaus Viedebantt
Klaus Viedebantt (geboren am 12. Januar 1943 in Krefeld; gestorben 18. Juni 2024) war ein deutscher Journalist und Autor von Sachbüchern, vornehmlich von Reiseliteratur.

## Leben
Viedebantt studierte Germanistik, Soziologie und Deutsche Volkskunde an der Johann Wolfgang Goethe-Universität Frankfurt am Main. Ab 1968 arbeitete er als Pressereferent der Akademischen Presse- und Informationsstelle der Universität. 1973 wurde er in Frankfurt mit einer Studie über „Volkstheater im Fernsehen“ promoviert, die sich auf die volkskundlichen Forschungen Hermann Bausingers stützt.
Von 1974 bis 1977 war er Mitarbeiter bei der Frankfurter Allgemeinen Zeitung. Anschließend leitete er das Reiseressort der Zeit. 1986 kehrte er zur FAZ zurück, koordinierte von 1990 bis 1992 die publizistischen Aktivitäten der FAZ-Gruppe in den neuen Bundesländern und war danach bis 2003 Leiter der Lehr- und Journalredaktion des Blattes. Seit 1996 war er Lehrbeauftragter für Printjournalismus am Journalistischen Seminar der Johannes Gutenberg-Universität Mainz, bis 2011 lehrte er Journalismus an der Edith Cowan University in Perth, Australien.
Viedebantt verfasste zahlreiche Reisebücher.